# Lo verde empieza en los Pirineos
Lo verde empieza en los Pirineos és una pel·lícula espanyola de comèdia estrenada el 14 de setembre de 1973, dirigida per Vicente Escrivá i protagonitzada en els papers principals per José Luis López Vázquez, José Sacristán, Rafael Alonso i Nadiuska.

## Sinopsi
Serafín és un antiquari solter que té un greu problema: a totes les dones maques les veu sempre amb barba. Per a intentar llevar-li aquest complex i curar-lo, els seus amics Manolo i Román viatgen amb ell a Biarritz per a veure les famoses pel·lícules prohibides per la censura franquista i aprofitar per a lligar amb alguna dona. Serafín, després de tenir una aventura amb la propietària de l'hostal on s'allotgen, s'enamora de Paula, una decent cambrera espanyola. Mentrestant, Manolo i Román han aconseguit una cita amb dues franceses. Però de sobte arriben les seves esposes, també disposades a divertir-se.

## Repartiment
- José Luis López Vázquez com Serafín Requejo
- José Sacristán com Manuel Campillo
- Rafael Alonso com Román - el metge-dentista
- Nadiuska com Paula - la cambrera
- Guadalupe Muñoz Sampedro com Fermina - tia de Serafín
- Trini Alonso com Madame
- Manuel Zarzo com Pepe
- Pastor Serrador com Psicoanalista
- Marisol Ayuso com Aurelia - esposa de Román
- Eva León com Shou Shou- una fantasia de Serafín
- José Riesgo com Senyor de Tarazona
- Liliane Meric
- Jesús Guzmán com Valeriano - el carter
- Nené Morales com Germana - esposa de Manuel
- Lone Fleming
- Alfonso Estela
- Susana Estrada
- Sandra Mozarowsky com Noia francesa

## Premis
Va obtenir el tercer premi als Premis del Sindicat Nacional de l'Espectacle de 1973.